# Trichoglottis mindanaensis
Trichoglottis mindanaensis är en orkidéart som beskrevs av Oakes Ames. Trichoglottis mindanaensis ingår i släktet Trichoglottis och familjen orkidéer.
Artens utbredningsområde är Filippinerna. Inga underarter finns listade i Catalogue of Life.